# 李時濟
李時濟（1512年—？），字伯舟，山東青州府壽光縣人，軍籍，明朝政治人物。

## 生平
嘉靖十九年（1540年）庚子科山東鄉試第十五名舉人。嘉靖二十年（1541年）中式辛丑科會試第四十三名，登第三甲第十名進士。授行人司行人，二十五年升工部虞衡司主事。

## 家族
曾祖李隨；祖父李海，稅課局副史；父李鏞，縣丞。母馬氏；繼母劉氏。具庆下。